# Округ Кари (Њу Мексико)
Кари (енгл. Curry County) је округ у америчкој савезној држави Њу Мексико.

## Демографија
По попису из 2010. године број становника је 48.376, што је 3.332 (7,4%) становника више него 2000. године.
| Група             | 2000.          | 2010.          |
| Белци             | 26.461 (58,7%) | 24.545 (50,7%) |
| Афроамериканци    | 3.090 (6,9%)   | 3.055 (6,3%)   |
| Азијати           | 803 (1,8%)     | 625 (1,3%)     |
| Хиспаноамериканци | 13.685 (30,4%) | 19.117 (39,5%) |
| Укупно            | 45.044         | 48.376         |